# Rubídium-azid
A rubídium-azid egy rubídiumból nitrogénből álló vegyület. Képlete RbN3.

## Előállítása
Rubídium-karbonát és nátrium-azid reakciójával állítható elő:
{\displaystyle \mathrm {Rb_{2}CO_{3}+2\ NaN_{3}\longrightarrow \ 2\ RbN_{3}+\ Na_{2}CO_{3}} }
Elő lehet állítani rubídium-szulfát és bárium-azid reakciójával is. Keletkezhet rubídium és nitrogén reakciójával is elektromos kisülés hatására. A reakcióban rubídium-nitrid is keletkezik.

## Tulajdonságai
Kristályszerkezete tetragonális, tércsoport  I4/mcm. Rács paraméterei: a = 630,8 pm, c = 753,7 pm. Elemi cellája négy atomot tartalmaz.
310 °C-on termikusan bomlik, bomlásakor elemi rubídium (60%) és rubídium-nitrid keletkezik. Mindazonáltal nem robbanásveszélyes.
{\displaystyle \mathrm {2\ RbN_{3}\longrightarrow \ 2\ Rb+3\ N_{2}} }
{\displaystyle \mathrm {3\ RbN_{3}\longrightarrow \ Rb_{3}N+4\ N_{2}} }

## Fordítás
Ez a szócikk részben vagy egészben  a   Rubidiumazid című német Wikipédia-szócikk fordításán alapul.  Az eredeti cikk szerkesztőit annak laptörténete sorolja fel. Ez a jelzés csupán a megfogalmazás eredetét és a szerzői jogokat jelzi, nem szolgál a cikkben szereplő információk forrásmegjelöléseként.